# Beskidi
Beskidi ali Beskidsko gorovje (poljsko Beskidy, češko Beskydy, slovaško Beskydy, rusinsko Бескиды (Beskydŷ), ukrajinsko Бескиди (Beskydy)) so niz gorskih verig v Karpatih, ki se raztezajo od Češke na zahodu vzdolž meje Poljske s Slovaško do Ukrajine na vzhodu.
Najvišja gora v Beskidih je Hoverla z 2061 m.

## Etimologija
Izvor imena beskidi ni dokončno ugotovljen. Predlagano je bilo tračansko ali ilirsko poreklo, vendar zaenkrat nobena teorija nima večinske podpore med jezikoslovci. Beseda se pojavlja v številnih imenih gora po Karpatih in sosednjih balkanskih regijah, na primer v albanskem bjeshkë. Po mnenju jezikoslovcev Çabej in Orel je verjetno izpeljana iz protoalbanskega *beškāi tāi (kar pomeni 'gorski pašniki'). Slovaško ime Beskidi se nanaša na poljsko gorovje Bieszczady, ki ni sinonim za celotne Beskide, temveč eno samo verigo, ki pripada vzhodnim Beskidom. Po drugi lingvistični teoriji je lahko povezano s srednjenižjenemškim beshêt, beskēt, kar pomeni 'razvodnica'.
V zgodovini se je izraz uporabljal več sto let za opisovanje gorovja, ki je ločevalo staro Ogrsko kraljestvo od starega Poljskega kraljestva. Leta 1269 so bili Beskidi znani pod latinskim imenom Beschad Alpes Poloniae ('Beskidsko gorovje Poljske').

## Opredelitev
Beskidi so dolgi približno 600 km in široki 50–70 km. Stojijo predvsem vzdolž južne meje Malopoljske s severno Slovaško in segajo do regij Moravske in Češke Šlezije v vzhodni Češki ter do Karpatske Rutenije v zahodni Ukrajini. Deli tvorijo Evropsko razvodje, ki ločuje porečja Odre in Visle na severu od Vzhodnoslovaške nižine, dela Velike madžarske nižine, ki jo odmaka reka Donava.
Geološko gledano vsi Beskidi ležijo znotraj zunanjih Zahodnih Karpatov in zunanjih Vzhodnih Karpatov. Na zahodu se začnejo na naravnem prelazu Moravska vrata, ki jih ločuje od Vzhodnih Sudetov, nadaljujejo proti vzhodu v pasu severno od Tater in se končajo v Ukrajini. Vzhodni konec Beskidov je sporen. Po starejših virih se Beskidi končajo pri izviru reke Tise, novejši pa navajajo, da se Beskidi končajo na prelazu Uzhok na poljsko-ukrajinski meji.

## Pododdelki
Več tradicij, jezikov in narodnosti je razvilo prekrivajoče se različice za razdelitve in imena pogorja Beskidi. Glede na delitev Karpatov jih delimo na:
- Zahodni del Zahodnih Beskidov, označen z rdečo in označen z E
- Severni del Zahodnih Beskidov, označen z rdečo in označen s F
- Vzhodni del Zahodnih Beskidov, označen z rdečo in označen s H
- Osrednji del Zahodnih Beskidov, označen z rdečo in označen z G

### Zahodni Beskidi
- Zahodni Beskidi (poljsko Zahodni Beskidi, slovaško Západné Beskydy, češko Západní Beskydy)
  - Zahodni del Zahodnih Beskidov:
    - gorovje Hostýn-Vsetín Mountains (češko Hostýnsko-vsetínská hornatina) → e1
    - Moravsko-šlezijski Beskidi (češko Moravskoslezské Beskydy, slovaško Moravsko-sliezske Beskydy) → e2
    - Turzovko višavje (slovaško Turzovská vrchovina) → e3
    - Jablunkovska brazda (češko Jablunkovská brázda) → e4
    - Rožnovska brazda (češko Rožnovská brázda) → e5
    - Jablunkovské medmontane (slovaško Jablunkovské medzihorie, češko Jablunkovské mezihoří) → e6
    - Šlezijski Beskidi (poljsko Beskid Śląski, češko Slezské Beskydy) → e7
    - Kotlina Żywiec (poljsko Kotlina Żywiecka) → e8

  - Severni del Zahodnih Beskidov:
    - Mali Beskidi (poljsko Mali Beskid) → f1
    - Makovski Beskidi (poljsko Makovski Beskidi) → f2
    - Otoški Beskidi (poljsko Beskid Wyspowy) → f3
    - Gorce (poljsko Gorce) → f4
    - Rabška kotlina (poljsko Kotlina Rabczańska) → f5
    - Kotlina Sącz (poljsko Kotlina Sądecka) → f6

  - Osrednji del Zahodnih Beskidov:
    - Oravski Beskidi (slovaško Oravské Beskydy) + Żywiec Beskidi (poljsko Beskid Żywiecki) (starejša slovaška ustreznica Beskid Zywiecki je Slovenské Beskydy 'Slovaščina Beskidi' ali Kysucko-oravské Beskydy 'Kysuce-Oravska Beskidi') → g1
    - Kysuce Beskidi (slovaško Kysucké Beskydy) +Żywiec Beskidi (poljsko Beskid Żywiecki) (starejša slovaška ustreznica Beskid Zywiecki je Slovenské Beskydy oz. Kysucko-oravské Beskydy) → g2
    - Oravska Magura (slovaško Oravská Magura) → g3
    - Oravsko gorje (slovaško Oravská vrchovina) → g4
    - Podbeskidska brazda (slovaško Podbeskydská brázda) → g5
    - Podbeskidsko višavje (slovaško Podbeskydská vrchovina) → g6

  - Vzhodni del Zahodnih Beskidov:
    - Beskidi Sądecki (poljsko Beskid Sądecki) → h1
    - Čergov (poljsko Góry Czerchowskie; slovaško Čergov) → h2
    - Pieniny (poljsko Pieniny; slovaško Pieniny) → h3
- Zahodnobeskidsko vznožje, na Češkem in Poljskem
  - Šlezijsko-moravsko predgorje (češko Podbeskydská pahorkatina, poljsko Pogórze Śląsko-Morawskie) → d1
  - Šlezijsko predgorje (poljsko Pogórze Śląskie) → d2
  - Wieliczko predgorje (poljsko Pogórze Wielickie) → d3
  - predgorje Wiśnicz (poljsko Pogórze Wiśnickie) → d4

### Centralni Beskidi
- Osrednji Beskidi (poljsko Beskidy Środkowe) ali Nizki Beskidi (slovaško Nízke Beskydy)
  - Busov, na Slovaškem
  - Ondavsko gorje (slovaško Ondavská vrchovina)
  - Nizki Beskidi (poljsko Beskid Niski) + Laboreško višavje (slovaško Laborecká vrchovina)
  - Beskidsko južno vznožje (slovaško Beskydské predhorie)
- Osrednji Beskidski Piemont, na Poljskem
  - Rożnów Piedmont (poljsko Pogórze Rożnowskie)
  - Ciężkowice Piedmont (poljsko Pogórze Ciężkowickie)
  - Strzyżów Piedmont (poljsko Pogórze Strzyżowskie)
  - Dynów Piedmont (poljsko Pogórze Dynowskie)
  - Przemyśl Piedmont (poljsko Pogórze Przemyskie)
  - Depresija Gorlice  (poljsko Obniżenie Gorlickie)
  - Kotlina Jasło-Krosno (poljsko Kotlina Jasielsko-Krośnieńska)
  - Jasło Piedmont (poljsko Pogórze Jasielskie)
  - Bukovski Piemont (poljsko Pogórze Bukowskie)

### Vzhodni Beskidi
Vzhodni Beskidi zunanjih vzhodnih Karpato so razdeljeni na dva vzporedna grebena: Gozdnate Beskide in Poloninske Beskide.
- Gozdnati Beskidi (poljsko Beskidy Lesiste; ukrajinsko Лісісті Бескіди)
  - Gorovje Bieszczadi  (poljsko Bieszczady; ukrajinsko Beščadi) → c1
  - Gorovje Sanok-Turka  (poljsko Góry Sanocko-Turczańskie; ukrajinsko Verhnjodnistrovski Beskidi) → c3
  - Skole Beskidi (poljsko Beskidy Skolskie; ukrajinsko Skolovskie Beskidi) → c2
  - Gorgani (poljsko Gorgany; ukrajinsko Ґорґани) → c4
  - Pokuttia-Bucovina Beskidi (poljsko Beskidy Pokucko-Bukowińskie; ukrajinsko Pokutsko-Bukovinski Karpati) → c5
- Poloninski Beskidi (poljsko Beskidy Połonińskie; ukrajinsko Poloninski Beskidi)
  - Gladka Polonina (ukrajinsko Polonina Рівна) → c6
  - Polonina Borzhava (ukrajinsko Polonyna Borzhava) → c7
  - Polonina Kuk (ukrajinsko Polonina Kuk) → c8
  - Red Polonina (ukrajinsko Polonina Krasna)→ c9
  - Svidovec (ukrajinsko Svidівець) → c10
  - Čornohora (ukrajinsko Čornogora) → c11
  - Gorovje Hrinjavi (ukrajinsko Гриняви) → c12

## Infrastruktura
Beskidi so trenutno bogati z gozdom in premogom. V preteklosti so bili bogati z železovo rudo, s pomembnimi obrati v Ostravi in Třinecu – Železarna in jeklarna Třinec.
Obstaja veliko turističnih znamenitosti, vključno z zgodovinskimi lesenimi cerkvami (glejte Lesene cerkve južne Malopoljske, Lesene cerkve v slovaškem delu Karpatov in Lesene cerkve Ukrajine) in vse bolj priljubljena smučarska središča.
Številne okoljske skupine podpirajo majhno, a rastočo populacijo medvedov, volkov in risov v ekosistemu gorovja Beskidi. Centralni Beskidi vključujejo poljski narodni park Babia Góra in sosednje slovaško zavarovano krajinsko območje Horná Orava.

## Galerija
- Zemljevid gorovja Beskid na Slovaškem in Poljskem
- Czantoria, Šlezijski Beskidi
- Zahodno gorovje Bieszczadi
- Zahodno gorovje Bieszczadi
- Kip "Radegast" v Čeških Beskidih
- Lesena cerkev v Kwiatoń
- Lesena cerkev v Hrabovi na Moravskem (14. stoletje – 1564)
- Pastirji v Šlezijskih Beskidih
- Otoški Beskidi
- Beskidi v Skolivskii, Ukrajina